# Incidente no Golfo de Omã em maio de 2019
O incidente no Golfo de Omã em maio de 2019 foi um incidente marítimo na costa de Fujairah no Golfo de Omã que resultou em danos a quatro navios mercantes em 12 de maio de 2019. Os navios incluíam dois petroleiros registrados na Arábia Saudita, um petroleiro norueguês e um navio mercantil registrado nos Emirados Árabes Unidos. Os navios foram ancorados nas águas territoriais dos Emirados Árabes Unidos para abastecimento no Porto de Fujairah. O Ministério das Relações Exteriores dos Emirados Árabes Unidos informou que os navios haviam sido submetidos a um "ataque de sabotagem". Os Emirados Árabes Unidos lançaram uma investigação conjunta com os Estados Unidos e a França. A avaliação inicial da investigação, determinou que furos de 1,5 a 3,0 metros perto ou abaixo de todas as linhas de água dos navios foram provavelmente causados por cargas explosivas.
O incidente ocorreu em meio a uma crescente tensão entre os Estados Unidos e o Irã na região do Golfo Pérsico, levando as autoridades dos Estados Unidos a suspeitar que o Irã esteja por trás do ataque. O governo dos Emirados Árabes Unidos não nomeou nenhum perpetrador, afirmando que o relatório da investigação deve ser finalizado. O governo do Irã pediu uma investigação internacional do incidente, descrevendo-o como uma possível operação de bandeira falsa. Os Estados Unidos acusaram o Exército dos Guardiães da Revolução Islâmica (EGRI), onde os Estados Unidos designaram como organização terrorista, por serem "diretamente responsáveis" pelos ataques. As descobertas de uma investigação internacional liderada pelos Emirados Árabes Unidos sobre os ataques, afirmaram que uma operação sofisticada e coordenada de mergulhadores de lanchas rápidas utilizava minas para romper o casco dos navios, concluindo que um "ator estatal" é o mais provável culpado.
Um incidente quase idêntico ocorreu um mês depois, em 13 de junho de 2019.